# Университет Бордо II
Университет Бордо II Сегален — французский университет, относится к академии Бордо. Основан в 1971 году. Университет назван в честь французского поэта и врача Виктора Сегалена.

## История
Вследствие майских волнений 1968 году указом Эдгара Фора университет Бордо, как и многие французские университеты, расформирован на более мелкие: Бордо I, Бордо II и Бордо III. В 1971 году официально создан Университет Бордо III.

## Структура
В состав университета входят 8 факультетов и 3 института.
Факультеты:
- Факультет медицинских наук.
- Факультет одонтологии.
- Факультет фармацевтических наук.
- Факультет биологии.
- Факультет точных наук и моделирования.
- Факультет наук о человеке.
- Факультет физической культуры и спорта.
- Факультет энологии.

Институты:
- Политехнический институт Бордо.

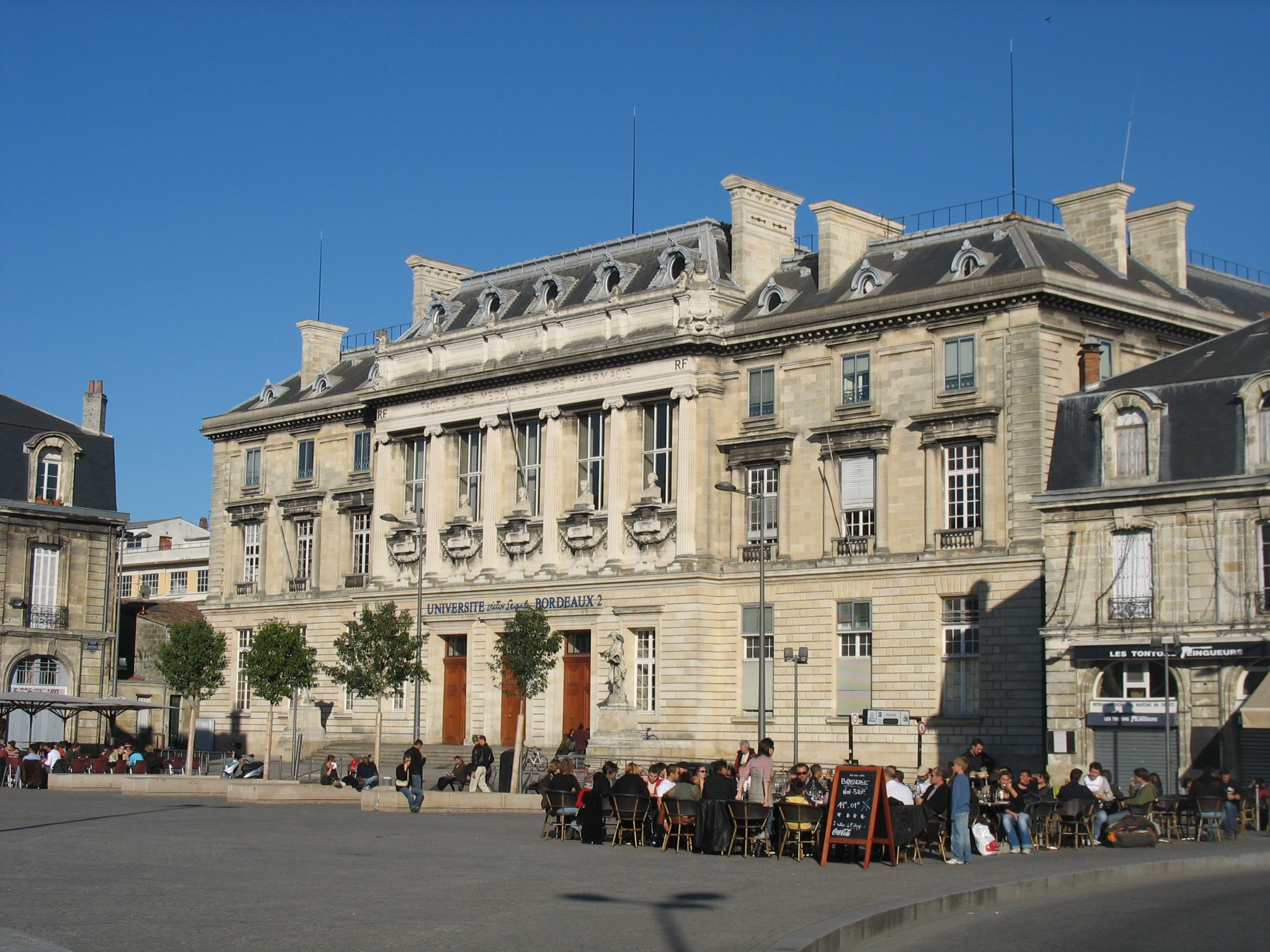
Одно из зданий университета, расположенное в центре Бордо

- Институт эпидемиологии и развития государственного здравоохранения.
- Институт гидротерапии.